# Fulókércs
Fulókércs is een plaats (község) en gemeente in het Hongaarse comitaat Borsod-Abaúj-Zemplén. Fulókércs telt 395 inwoners (2001).